# Nazionale maschile di beach soccer degli Stati Uniti d'America
La nazionale di beach soccer degli Stati Uniti rappresenta gli Stati Uniti nelle competizioni internazionali di beach soccer ed è controllata dalla United States Soccer Federation.